# Битва при Парагуари
Битва при Парагуари (исп. Batalla de Paraguarí) состоялась 19 января 1811 года в Парагуари (Парагвай) между армией ла-платских патриотов во главе с Мануэлем Бельграно и армией парагвайских роялистов во главе с Бернардо де Веласко. Эта битва закончилась победой парагвайцев.

## Предыстория
В начале майской революции в Буэнос-Айресе, столице вице-королевства Рио-де-ла-Плата, была создана Временная правительственная хунта (испанское название Junta Provisional Gubernativa de las Provincias del Río de la Plata a nombre del señor don Fernando VII), пригласившая другие города и провинции страны присоединиться к революции. Фактически, приглашение не оставляло места для отказа, и каждый жест в смысле сохранения дореволюционного правительства интерпретировался как враждебный.
Основные угрозы для ла-платских патриотов исходили из Кордовы, Верхнего Перу, Монтевидео и Асунсьона. Первые два проиграли с относительной легкостью, только Монтевидео в течение четырёх лет твёрдо оказывал сопротивление.
Парагвайский губернатор Бернардо де Веласко отказался признать полномочия аргентинского Совета в связи с состоявшимся в Асунсьоне открытым кабильдо (латиноамериканская политическая акция созыва граждан для принятия важных решений), который решил сохранить верность испанской короне. Не подозревая об этом и полагая, что парагвайские патриоты были сильнее, чем они сами, Хунта направила небольшую военную экспедицию под командованием одного из своих членов, Мануэля Бельграно, для объединения территории, управляемой Парагваем, путем переговоров или с применением силы. Этот вопрос был поднят, когда он проходил через Санта-Фе, но приглашение признать власть хунты было отклонено.

## Поход
Бельграно вошёл на территорию Парагвая, преодолев небольшое сопротивление в битве под Кампичуэло. 11 января Бельграно пересек реку Тебикуари, обнаружив заброшенные деревни, опустошённые после того, как Веласко эвакуировал их своим отступлением.
В ночь на 15 января Бельграно послал авангард из 200 человек и 2 орудий, чтобы атаковать парагвайцев, но боя так и не произошло. На следующее утро аргентинский генерал расположился на холме, откуда он наблюдал за парагвайским лагерем. Хотя силы противника по крайней мере превосходили их в соотношении десять к одному, было решено атаковать, не исчерпывая возможности ведения переговоров.
Бельграно послал несколько прокламаций парагвайцам, приглашая их присоединиться к революции, но Веласко запретил все такие брошюры. Бельграно решил, что если ему удастся победить, то откроется путь на Асунсьон. А если он потерпит поражение, то, по крайней мере, его армия находится достаточно далеко на вражеской территории, чтобы избежать полного разгрома. С другой стороны, не исключено, что он и его офицеры отрицали боеспособность парагвайцев и переоценивали возможность проявления ими патриотического порыва.

## Битва
Бельграно разделил свою пехоту на два отряда по 220 и 240 человек, справа расположил кавалерию Макайна, а слева — Пердриэля (по 100 всадников у каждого). Резерв из 70 всадников и милиции охранял обоз в Серро Мбае.
Распорядившись 19 января в 3:00 утра собрать войска, Бельграно отдал приказ о наступлении. Через час начались боевые действия. Нападение стало неожиданностью для парагвайцев, заставив их покинуть свои позиции. Губернатор Веласко бежал в сторону Асунсьона, но кавалерия под командованием Мануэля Кабаньяса ушла без боя и развернулась на флангах атакующей армии.
Патриоты отвлекались на разграбление продовольственных запасов парагвайской армии, в результате чего лишь половина личного состава вооружённых сил продолжала бой, пока защитники перегруппировывались. Ещё хуже было то, что Бельграно послал подкрепление в поддержку Макайна в составе около 120 человек под командованием своего помощника Рамона Эспиндола. Макайн, приняв их за врагов, приказал отступить.
В условиях замешательства парагвайское крыло под командованием Гамарры и Кабаньяса окружило Эспиндолу и Макайна. Макайн сбежал, а Эспиндола был убит. Учитывая, что всё было потеряно, Бельграно приказал отступить на юг.

## Результаты
Битва при Парагуари не стала окончательной победой парагвайских роялистов. У Бельграно всё ещё была армия. Но колониальное правительство было спасено, и провинцию нельзя было заставить подчиниться правительству Буэнос-Айреса.
Через несколько недель Бельграно будет разбит в битве при Такуари и изгнан из Парагвая.
Когда несколько месяцев спустя Парагвай провозгласит независимость от Испании, станет ясно, что никто не хочет подчиняться Буэнос-Айресу. И когда сменяющие друг друга правительства Буэнос-Айреса с очевидной вероятностью продемонстрируют, что другие провинции отрицают равные права, Парагвай окончательно подтвердит свою независимость.